# دین سکولار
دین سکولار یا مذهب سکولار (به انگلیسی: Secular religion) ایده‌ها، نظریه‌ها و فلسفه‌هایی گفته می‌شود که شامل هیچ بخش معنوی نیستند، ولی در عین حال شباهت‌هایی با برخی ویژگی‌های دین دارند.  برخی از این ویژگی‌ها شامل دگما، سیستم تلقین، پیچیدن نسخه یک کد مطلق رفتاری، داشتن یک ایدئولوژی ویژه برای اسطوره آفرینش و آخرالزمان، دشمنان تعیین‌شده، و پرستش بی‌چون و چرای اقتدار بالاتر.  دین سکولار در جامعه سکولار به پر کردن نقش کلیسا یا دیگر مقام‌های دینی پرداخته‌است. 

## کمونیسم و نازیسم
در سال ۱۹۳۶ یک کشیش پروتستان، کمونیسم را صراحتاً یک دین سکولار نامید. چند سال بعد، در آستانه جنگ جهانی دوم، اف. ای. ویجت، هر دوی مارکسیسم و سوسیالیسم ملی را از لحاظ میزان بنیادگرایی و اقتدارگرایی به مذاهب سکولار تشبیه کرد، و همچنین دیدگاه آخرزمانی آنها دربارهٔ تاریخ را مشابه باورهای مسیحی دانست. از نظر وی، هر دوی این ایدئولوژی‌ها جنگ مذهبی علیه ذهن پژوهنده و لیبرال میراث اروپایی به‌راه انداخته بودند.
پس از جنگ، فیلسوف اجتماعی ریمون آرون بازشناسی کمونیسم به عنوان دینی سکولار را گسترش داد. درحالی‌که فردی چون ای. جی. پی. تیلور آن را به این صورت توصیف نمود که «یک مذهب سکولار بزرگ.... مانیفست حزب کمونیست بایستی کتاب مقدس، و هم‌پایه انجیل محسوب گردد».

## مشخصه‌های معاصر
اصطلاح دین سکولار امروزه اغلب به سیستم‌های باور جمعی گفته می‌شود؛ برای مثال گاهی دیدگاه ما دربارهٔ عشق به عنوان دین سکولار پسامدرن تلقی شده‌است. پاول ویتز این اصطلاح را در روان‌شناسی مدرن به‌کار برد، به این صورت که چیزی که به ترویج کالت (فرقه) خویشتن بپردازد و به صراحت آن را «اخلاق نظریه خویشتن… این دین سکولار…» خواند. گاهی ورزش‌ها هم به نحوی دین سکولار مدرن دانسته شده‌اند، به ویژه در مورد المپیسم یا فوتبال. از نظر پیر دو کوبرتن، بنیان‌گذار بازی‌های المپیک مدرن، اعتقاد آنها به آن به عنوان یک دین سکولار جدید، صریح و مادام‌العمر است.